# Autolinee Chianti Valdarno
Autolinee Chianti Valdarno s.c.a.r.l. era una società consortile a responsabilità limitata, nata nel marzo 2005 e cessata nell’ottobre 2021, che gestiva il trasporto pubblico locale nella provincia di Firenze, limitatamente a Chianti e Valdarno.

## Esercizio
Autolinee Chianti Valdarno s.c.a.r.l. gestiva, dal 1º Aprile 2005 al 31 ottobre 2021, il trasporto pubblico extraurbano nella provincia di Firenze, limitatamente al Chianti e al Valdarno.
Dal 1º Gennaio 2018 al 31 dicembre 2019 operava in virtù del “Contratto Ponte” stipulato in data 29.12.2017 (avente appunto durata dal 01.01.2018 al 31.12.2019) fra la Regione Toscana e la società ONE scarl, di cui la stessa faceva parte.
Dal 1º gennaio 2020 al 31 ottobre 2021 operava in virtù di atti d’obbligo mensili emanati dalla Regione Toscana.

## Soci
I soci consortili erano:
- Busitalia 78%
- CAP s.r.l. 9,7%
- ALA S.a.s. 5,4%
- Autolinee Toscane S.p.A. 3,9%
- F.lli Alterini s.n.c. 2,7%

La Società svolgeva la propria attività avvalendosi del parco mezzi, del personale e del coordinamento delle strutture aziendali dei soci.

## Parco aziendale
Nel 2006, la flotta era costituita da 98 autobus interurbani, scesi a 93 nel 2012.